# Fjällhuvad papegoja
Fjällhuvad papegoja (Pionus maximiliani) är en fågel i familjen västpapegojor inom ordningen papegojfåglar.

## Utseende
Fjällhuvad papegoja är grön ovan och grågrön under. Vidare har den ett mörkgrönt huvud med fjälligt utseende, en blå strupe och rött under stjärten. Vissa populationer har vit ögonring.

## Utbredning och systematik
Fjällhuvad papegoja delas in i fyra underarter:
- Pionus maximiliani maximiliani – förekommer i nordöstra Brasilien (Ceará till Espírito Santo och södra Goiás)
- Pionus maximiliani siy – förekommer från sydöstra Bolivia till Paraguay, västra Brasilien (Mato Grosso), norra Argentina
- Pionus maximiliani melanoblepharus – förekommer från östra Paraguay till sydöstra Brasilien och nordöstra Argentina (Misiones)
- Pionus maximiliani lacerus – förekommer i nordvästra Argentina (Tucumán, Catamarca och södra Salta)

## Levnadssätt
Fjällhuvad papegoja hittas i trädtaket i fuktiga skogar, bland annat med Araucaria.

## Status och hot
Arten har ett stort utbredningsområde, men tros minska i antal, dock inte tillräckligt kraftigt för att den ska betraktas som hotad. Internationella naturvårdsunionen IUCN listar arten som livskraftig (LC).

## Namn
Fågelns vetenskapliga artnamn hedrar Prins Maximilian Alexander Philipp zu Wied-Neuwied (1782-1867), generalmajor i preussiska armén, upptäcktsresande och samlare av specimen i bland annat Brasilien 1815-1817.